# طاقة الثوريوم النووية
تُولّد طاقة الثوريوم النووية بشكل أساسي عن طريق الانشطار النووي لنظير اليورانيوم 233 الناتج من عنصر الثوريوم المخصب. تتمتع دورة وقود الثوريوم بالعديد من المزايا المحتملة مقارنةً بدورة وقود اليورانيوم - بما في ذلك الوفرة الأكبر بكثير للثوريوم على الأرض مقارنةً باليورانيوم، وخصائصه الفيزيائية والنووية الأفضل، وقلة المخلفات النووية التي ينتجها. كما يتميز وقود الثوريوم بضعف امكانية استخدامه لصنع أسلحة نووية؛ إذ من الصعب تسليح نظائر اليورانيوم 233/232 والبلوتونيوم 238 التي تُستهلك بشدة في مفاعلات الثوريوم.

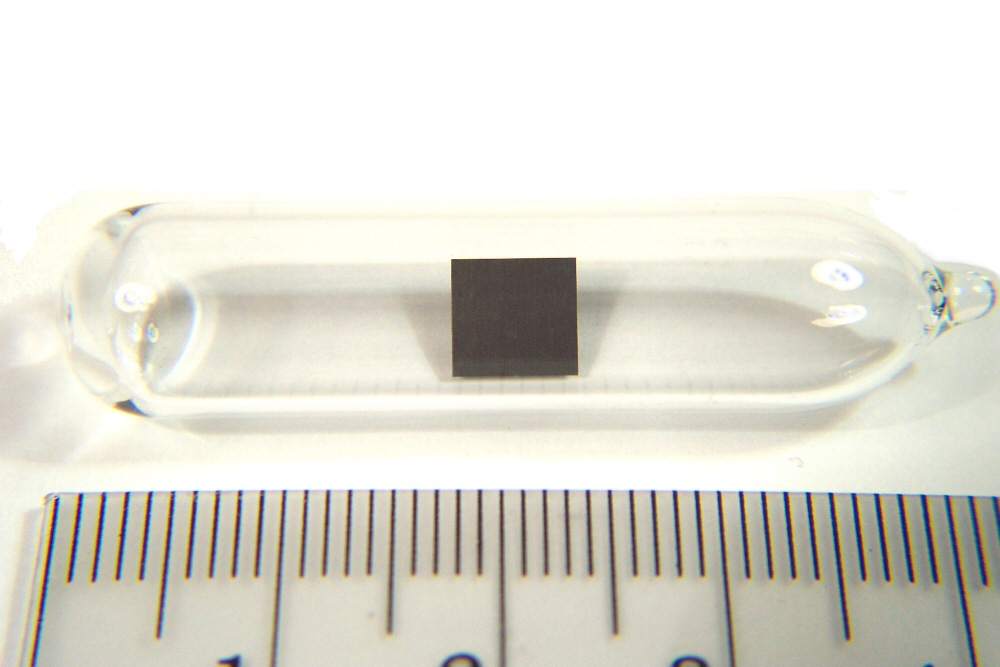
عينة من الثوريوم

بين عامي 1999 و2021، ارتفع عدد مفاعلات الثوريوم الفعّالة في العالم من صفر إلى عدد قليل من المفاعلات البحثية، ثم وُضعت خطط تجارية لبناء مفاعلات الثوريوم واستخدامها كمحطات طاقة على المستوى الوطني.

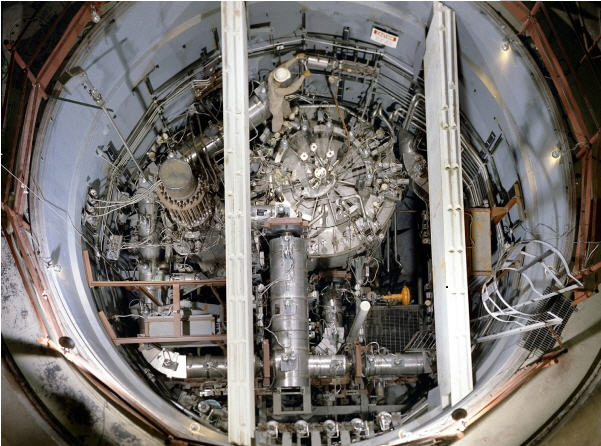
أحد المفاعلات النووية للثوريوم وقد أنشئ في مختبر أوك ردج الوطني عام 1960

يعتقد البعض أن الثوريوم هو مفتاح تطوير جيل جديد من الطاقة النووية الأكثر نظافة وأمانًا. في عام 2011، قامت مجموعة من العلماء في معهد جورجيا للتكنولوجيا بتقييم طاقة الثوريوم النووية ووصفها أنها «حل لأكثر من 1000 عام من الاستخدام أو جسر لطاقة ذات انبعاثات كربونية منخفضة ومصادر طاقة مستدامة حقًا ما سيحل جزءًا كبيرًا من التأثير البيئي السلبي للبشرية». مع ذلك، فإن تطوير طاقة الثوريوم يكلف الكثير في البداية. إن تطوير مفاعلات الاستنسال بشكل عام (بما في ذلك مفاعلات الثوريوم، التي تعد بطبيعتها مفاعلات استنسال) سيزيد من مخاوف انتشار الأسلحة النووية.
بعد دراسة جدوى استخدام الثوريوم، اقترح العالمان النوويان رالف دبليو. موير وإدوارد تيلر ضرورة إعادة تنشيط أبحاث الثوريوم النووية بعد ثلاثة عقود من توقفها، وأنه يجب بناء نموذج أولي لمحطة صغيرة.

## نظرة تاريخية
بعد الحرب العالمية الثانية، بُنيت مفاعلات يورانيوم نووية لإنتاج الكهرباء. كانت هذه المفاعلات مماثلة لتصميمات المفاعلات التي أنتجت مواد الأسلحة النووية. خلال تلك الفترة، قامت حكومة الولايات المتحدة أيضًا ببناء مفاعل ملح مصهور تجريبي باستخدام وقود اليورانيوم 233، التي هي المادة الانشطارية الناتجة عن قصف الثوريوم بالنيوترونات. شُغّل مفاعل إم إس آر إي، الذي بُني في مختبر أوك ريدج الوطني، لنحو 15000 ساعة بين عامي 1969 و1968، وقد أعلن الحائز على جائزة نوبل ومكتشف البلوتونيوم، جلين سيبورج، أمام لجنة الطاقة الذرية، التي كان رئيسًا لها، أن مفاعل الثوريوم قد طُور واختُبر بنجاح.

رسم تخطيطي يشرح تشغيل مفاعل الثوريوم

مع ذلك، في عام 1973، اختارت الحكومة الأمريكية تكنولوجيا اليورانيوم وأوقفت إلى حد كبير الأبحاث النووية المتعلقة بالثوريوم. ذلك لأن المفاعلات التي تعمل باليورانيوم كانت أكثر كفاءة، وفقًا للأبحاث المثبتة، وكان يُعتقد أن نسبة استنسال الثوريوم غير كافية لتطوير صناعة نووية تجارية. كتب موير وتيلر لاحقًا: «اعتمدت منافسة على مفاعل استنسال سريع للمعادن السائلة (إل إم إف بي آر) في دورة اليورانيوم والبلوتونيوم وعلى مفاعل حراري في دورة الثوريوم واليورانيوم 233. تمتع مفاعل إل إم إف بي آر بمعدل استنسال أكبر... وفاز بالمنافسة». في رأيهما، فإن قرار وقف تطوير مفاعلات الثوريوم، على الأقل كخيار احتياطي، «خطأ مبررًا».

صرح الكاتب العلمي ريتشارد مارتن أن عالم الفيزياء النووية ألفين وينبرغ، الذي كان مديرًا في أوك ريدج والمسؤول الأول عن المفاعل الجديد، فقد وظيفته كمدير لأنه دافع عن تطوير مفاعلات الثوريوم الأكثر أمانًا. يتذكر واينبرغ تلك الفترة:
من الواضح أن [عضو الكونجرس] شيت هوليفيلد كان غاضبًا مني، وأخيرًا صرخ قائلًا: «ألفين، إذا كنت قلقًا بشأن سلامة المفاعلات، فأعتقد أن الوقت قد حان لتترك الطاقة النووية». عجزت عن الكلام. ولكن كان من الواضح لي أن أسلوبي وموقفي وتصوري للمستقبل لم يعودوا متوافقين مع صلاحيات هيئة الطاقة الذرية (إيه إي سي).

## الفوائد المحتملة
- الثوريوم أكثر وفرة بثلاث مرات من اليورانيوم، وتقريبًا بنفس وفرة الرصاص والغاليوم في القشرة الأرضية. تقدر منظمة تحالف طاقة الثوريوم أن «هناك ما يكفي من الثوريوم في الولايات المتحدة وحدها لتزويد البلاد بالطاقة لأكثر من 1000 عام عند مستوى الاستهلاك الحالي». يقول إيفانز بريتشارد: «لقد دفنت أمريكا أطنانًا من الثوريوم كمنتج ثانوي لتعدين الفلزات الأرضية النادرة». كل الثوريوم تقريبًا هو من نظير الثوريوم 232 المخصب، مقارنةً باليورانيوم الذي يشمل اليورانيوم 238 المخصب بنسبة 99.3% واليورانيوم 235 الانشطاري الأكثر قيمة بنسبة 0.7%.[13]
- من الصعب صنع قنبلة نووية عملية من المنتجات الثانوية لمفاعلات الثوريوم. وفقًا لألفين رادكوسكي، مصمم أول محطة طاقة كهربائية ذرية واسعة النطاق في العالم، «معدل إنتاج البلوتونيوم في مفاعلات الثوريوم أقل من 2% من معدل إنتاج المفاعلات القياسية، ونظرًا لمحتوى نظائر البلوتونيوم، فإن مفاعلات الثوريوم غير مناسبة للقنابل النووية». اختُبرت العديد من قنابل اليورانيوم 233، لكن وجود اليورانيوم 232 «يسمم» اليورانيوم 233 بطريقتين: نتيجة إشعاع اليورانيوم 232 الكثيف، من الصعب التعامل مع المادة، كما أن وجود اليورانيوم 232 قد يسبب انفجار القنبلة قبل أوانها. تبين أن فصل اليورانيوم 232 عن اليورانيوم 233 أمر صعب للغاية، على الرغم من أن تقنيات الليزر الحديثة يمكن أن تسهل هذه العملية.[14]
- ينتج استخدام الثوريوم كمية أقل بكثير من النفايات النووية في مفاعل فلوريد الثوريوم السائل – أقل بما يصل إلى 100 مرة، وفقًا لموير وتيلر، ما يلغي الحاجة إلى التخزين على نطاق واسع أو طويل الأجل؛ «يزعم العلماء الصينيون أن النفايات الخطرة ستكون أقل بألف مرة من نفايات اليورانيوم». كما ينخفض النشاط الإشعاعي للنفايات الناتجة إلى مستويات آمنة بعد 100 عام أو بضع مئات السنين، مقارنة بعشرات آلاف السنين للنفايات النووية الحالية.[15][15][16]
- وفقًا لموير وتيلر، «بمجرد بدء مفاعل الاستنسال، فلا حاجة إلى وقود آخر باستثناء الثوريوم لأنه يصنع معظم أو كل وقوده». تنتج مفاعلات الاستنسال كمية من المواد الانشطارية بقدر ما تستهلك على الأقل. من ناحية أخرى، تتطلب المفاعلات غير الاستنسالية مواد انشطارية إضافية، مثل اليورانيوم 235 أو البلوتونيوم للحفاظ على استمرار التفاعل.[17][18][19]
- تعد دورة وقود الثوريوم طريقة محتملة لإنتاج طاقة نووية طويلة الأمد ذات نفايات مشعة منخفضة السمية. بالإضافة إلى ذلك، يمكن الانتقال إلى استخدام الثوريوم من خلال حرق البلوتونيوم المستخدم في صنع الأسلحة النووية أو البلوتونيوم ذي الاستخدام المدني.[20]
- نظرًا لإمكانية استخدام كل الثوريوم الطبيعي كوقود، فلا حاجة إلى عملية تخصيب الوقود باهظة الثمن. مع ذلك، ينطبق نفس الشيء على وقود اليورانيوم 238 المخصب في دورة اليورانيوم والبلوتونيوم.[21]
- بمقارنة كمية الثوريوم المطلوبة مع الفحم، يقدر كارلو روبيا الحائز على جائزة نوبل من سيرن (المنظمة الأوروبية للأبحاث النووية) أن طنًا واحدًا من الثوريوم يمكن أن ينتج طاقة تعادل طاقة 200 طن من اليورانيوم، أو طاقة 3500000 طن من الفحم.[22]
- تُصمم مفاعلات فلوريد الثوريوم السائل لتكون مقاومةً للانصهار. ينصهر القابس المنصهر في الجزء السفلي للمفاعل في حالة انقطاع التيار الكهربائي أو إذا تجاوزت درجات الحرارة حدًا معينًا، ما يؤدي إلى تصريف الوقود إلى خزان تحت الأرض لتخزينه بأمان.[23]
- يعد تعدين الثوريوم أكثر أمانًا وكفاءة من تعدين اليورانيوم. بشكل عام، يحتوي خام الثوريوم، معدن المونازيت، على تركيزات أعلى من الثوريوم مقارنةً بتركيز اليورانيوم في خامه. هذا يجعل الثوريوم مصدر وقود أكثر كفاءة من ناحية التكلفة وأقل ضررًا بالبيئة. يعد تعدين الثوريوم أيضًا أسهل وأقل خطورة من تعدين اليورانيوم، إذ يكون المنجم مفتوحاً – أي لا يتطلب تهويةً، على عكس مناجم اليورانيوم تحت الأرضية، حيث يمكن أن تكون مستويات الرادون ضارة.[24]

تحويل الثوريوم واليورانيوم أثناء عمليات الانشطار والاندماج